# Eduard Pesov
Eduard Iosifovič Pesov (13. dubna 1932, Tbilisi – 29. prosince 2024) byl sovětský a ruský fotograf.

## Životopis
Narodil se a vyrostl v Tbilisi. Tam začal spolupracovat se Sovinformburem (od roku 1961 - tisková agentura Novosti), nejprve jako nezávislý zpravodaj a po roce 1963 jako zaměstnanec na plný úvazek.
- 1963-1968 - fotoreportér tiskové agentury Novosti.
- 1968-1992 - fotoreportér pro TASS (Fotochronika TASS)[1], oddělení zahraničních fotoinformací.
- od roku 1992 pracoval jako zaměstnanec ruského ministerstva zahraničí.

Specializoval se na žánr politických fotokronik. Fotograficky zdokumentoval mnoho historických setkání a každodenních epizod ze života Nikity Chruščova, Leonida Brežněva, Michaila Gorbačova, Borise Jelcina, Jevgenije Primakova a mnoha dalších vládních osobností sovětské éry a moderní doby.
Spolupracoval se všemi ministry zahraničí SSSR a Ruské federace, počínaje Andrejem Gromykem.
V roce 2005 získal národní cenu v oboru fotografie Zolotoj glaz Rossii (Zlaté oko Ruska). V roce 2007 mu byla udělena medaile Řádu za zásluhy o vlast II. stupně. V roce 2012 mu byl udělen Řád přátelství.
Jeho syn Alexander Eduardovič Pesov (* 1957) působil jako bývalý místopředseda vlády Voroněžské oblasti a vedoucí zastupitelského úřadu Voroněžské oblasti pod federálními vládními orgány Ruské federace (2009-2012).
Eduard Iosifovič Pesov zemřel 29. prosince 2024 ve věku 92 let.

## Ministři zahraničí, se kterými Eduard Pesov spolupracoval
- Andrej Andrejevič Gromyko - do roku 1985
- Eduard Ševardnadze - 1985-1990, 1991 (listopad-prosinec)
- Alexander Bessměrtnych - 1990-1991
- Boris Pankin - 1991 (srpen) - 1991 (listopad)
- Andrej Kozyrev - 1992-1996
- Jevgenij Primakov - 1996-1998
- Igor Sergejevič Ivanov - 1998-2004
- Sergej Lavrov - od roku 2004

## Galerie

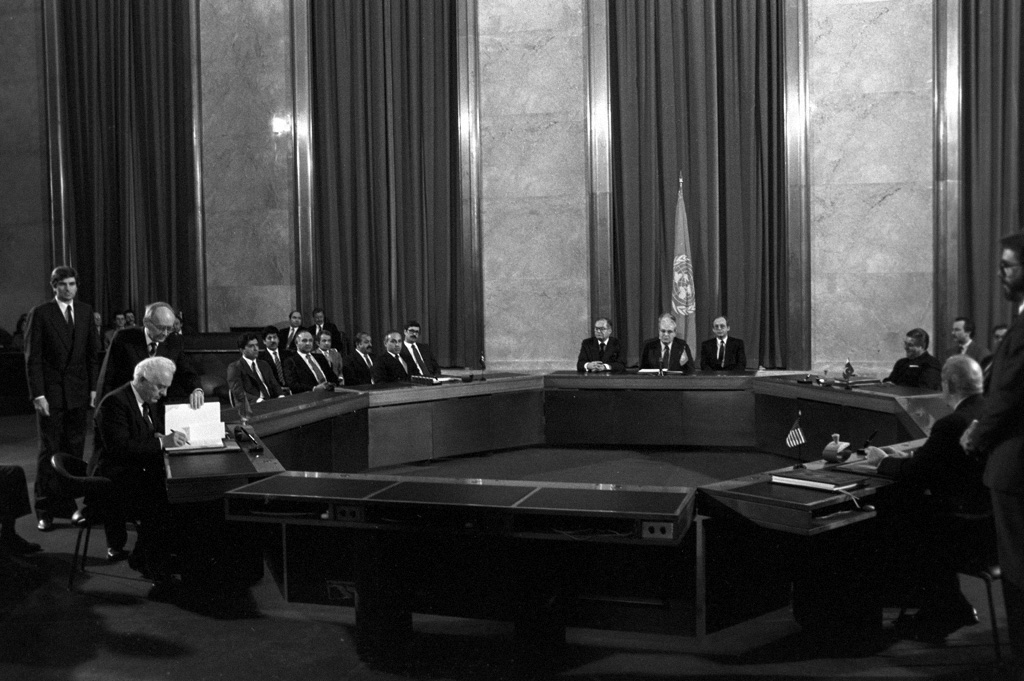
„Podpis ženevských dohod o politickém uspořádání situace kolem Afghánistánu“. Člen Politbyra ÚV KSSS, ministr zahraničních věcí SSSR Eduard Amvrosijevič Ševardnadze a ministr zahraničních věcí USA George Shultz během podpisu Deklarace o mezinárodních zárukách a dohod o vzájemné spolupráci pro vyřešení situace týkající se Afghánistánu. Palác národů. Švýcarsko, Ženeva, 1988.
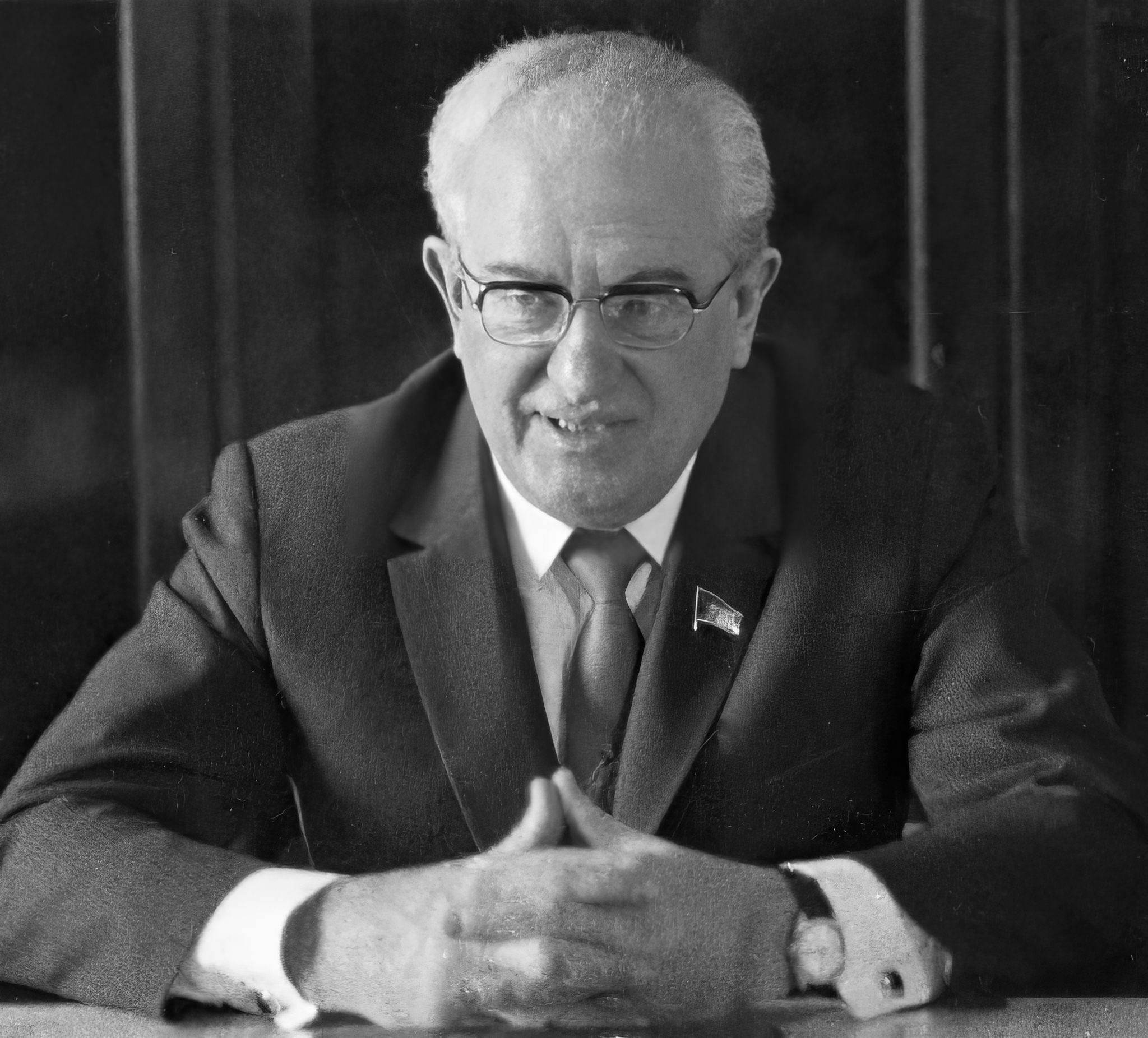
Jurij Andropov
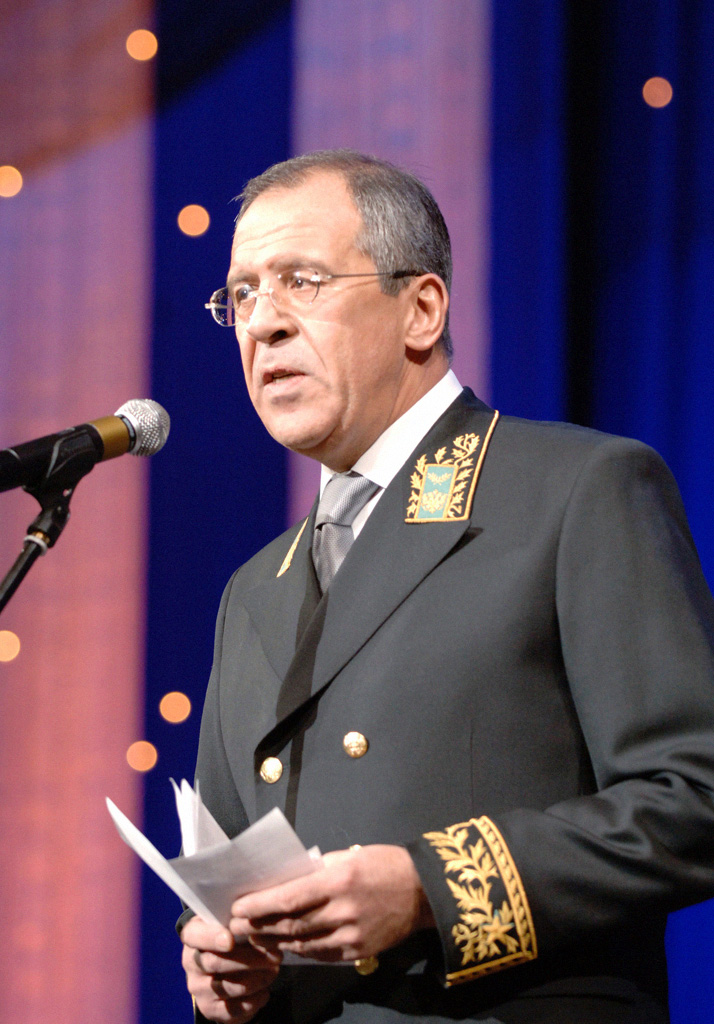
Sergej Lavrov
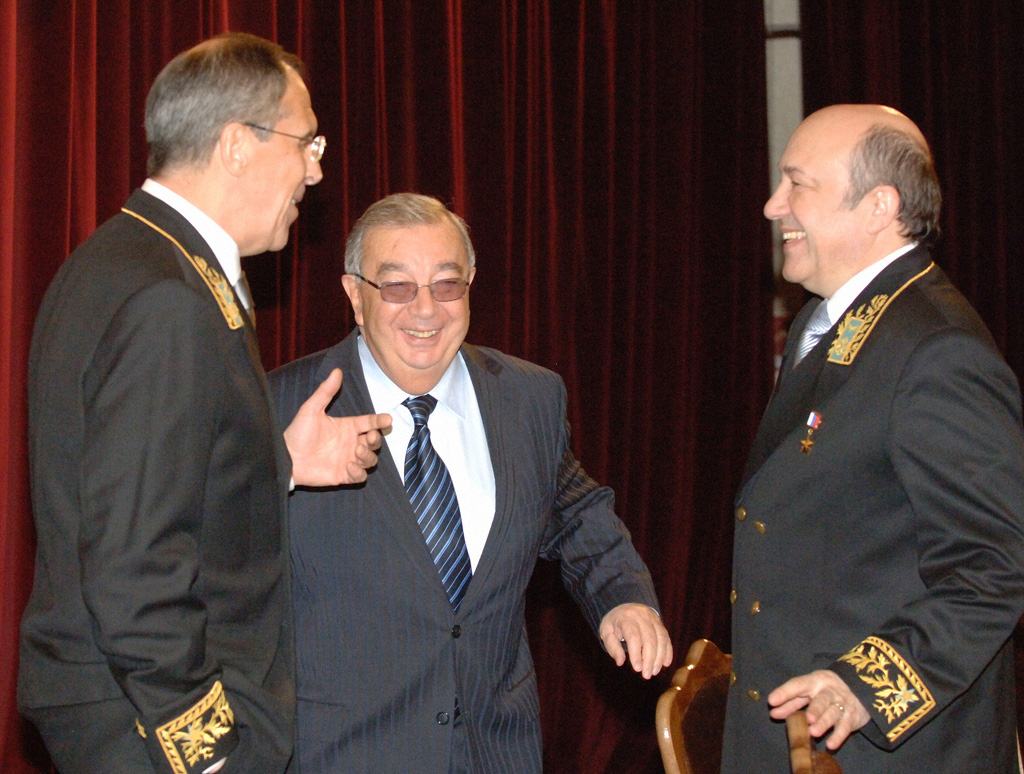
„Den diplomatického pracovníka Ruska“. Ministr zahraničních věcí Ruska Sergej Lavrov, bývalý ministr zahraničních věcí, předseda Ruské obchodní a průmyslové komory Evgenij Primakov a bývalý ministr zahraničních věcí Ruské federace Igor Ivanov (zleva vpravo) během setkání na Ministerstvu zahraničních věcí Ruské federace věnovaného Dni diplomatického pracovníka. Moskva, 2008.
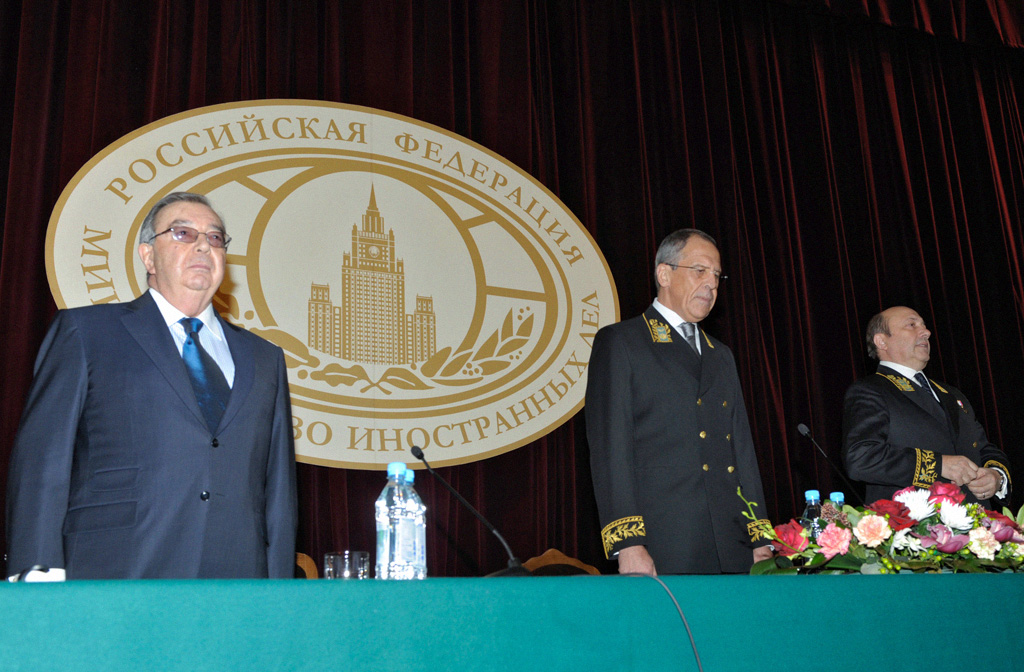
Ministr zahraničních věcí Ruska Sergej Lavrov na recepci k Dni diplomatického pracovníka“. Ex-ministr zahraničních věcí Ruské federace Igor Ivanov (vpravo) a Evgenij Primakov (vlevo) spolu s ministrem zahraničních věcí Ruské federace Sergejem Lavrovem na slavnostním večeru k Dni diplomatického pracovníka Ruska na Ministerstvu zahraničních věcí Ruské federace. Rusko, Moskva, 2010.
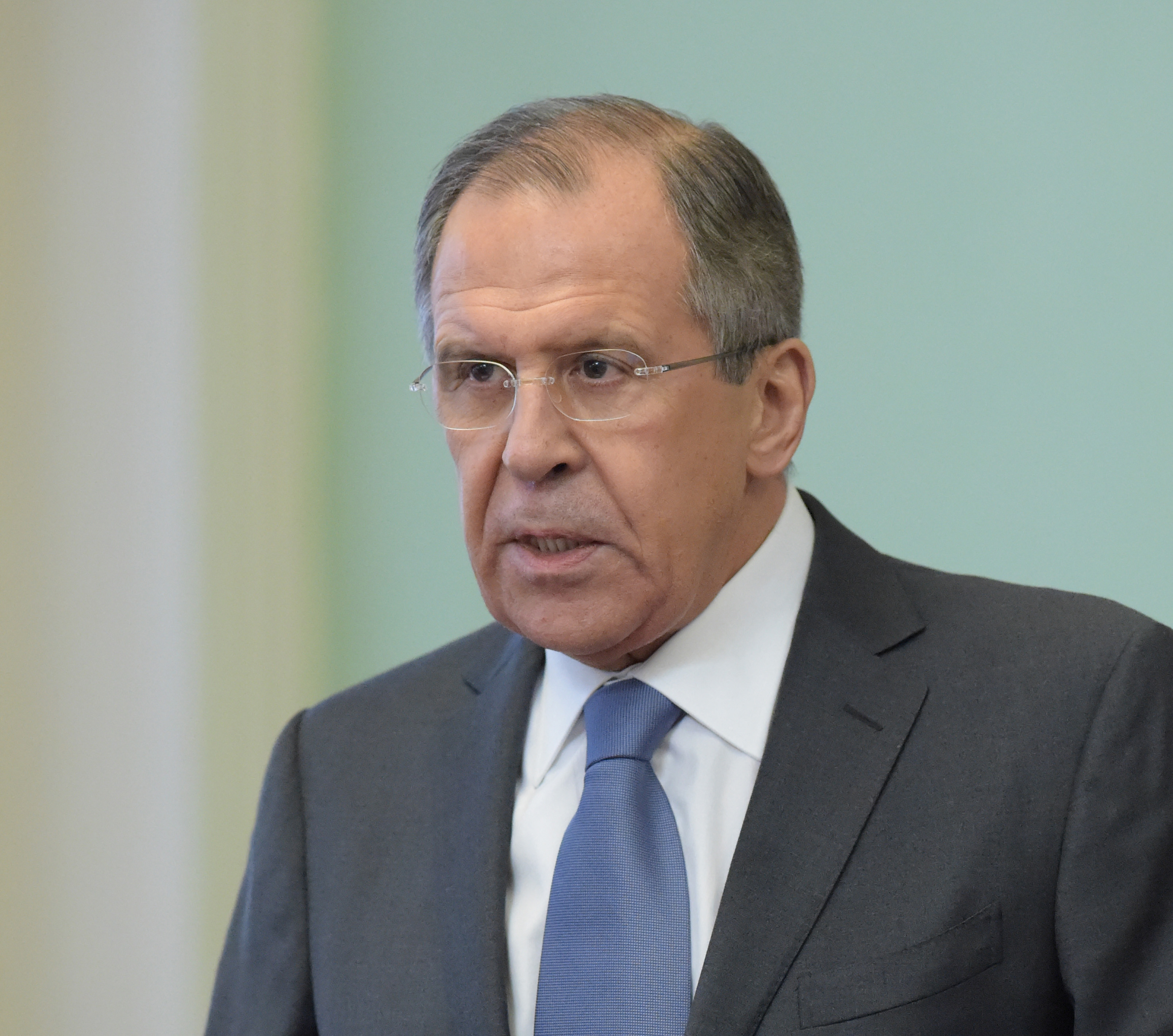
Sergej Lavrov, oficiální portrét
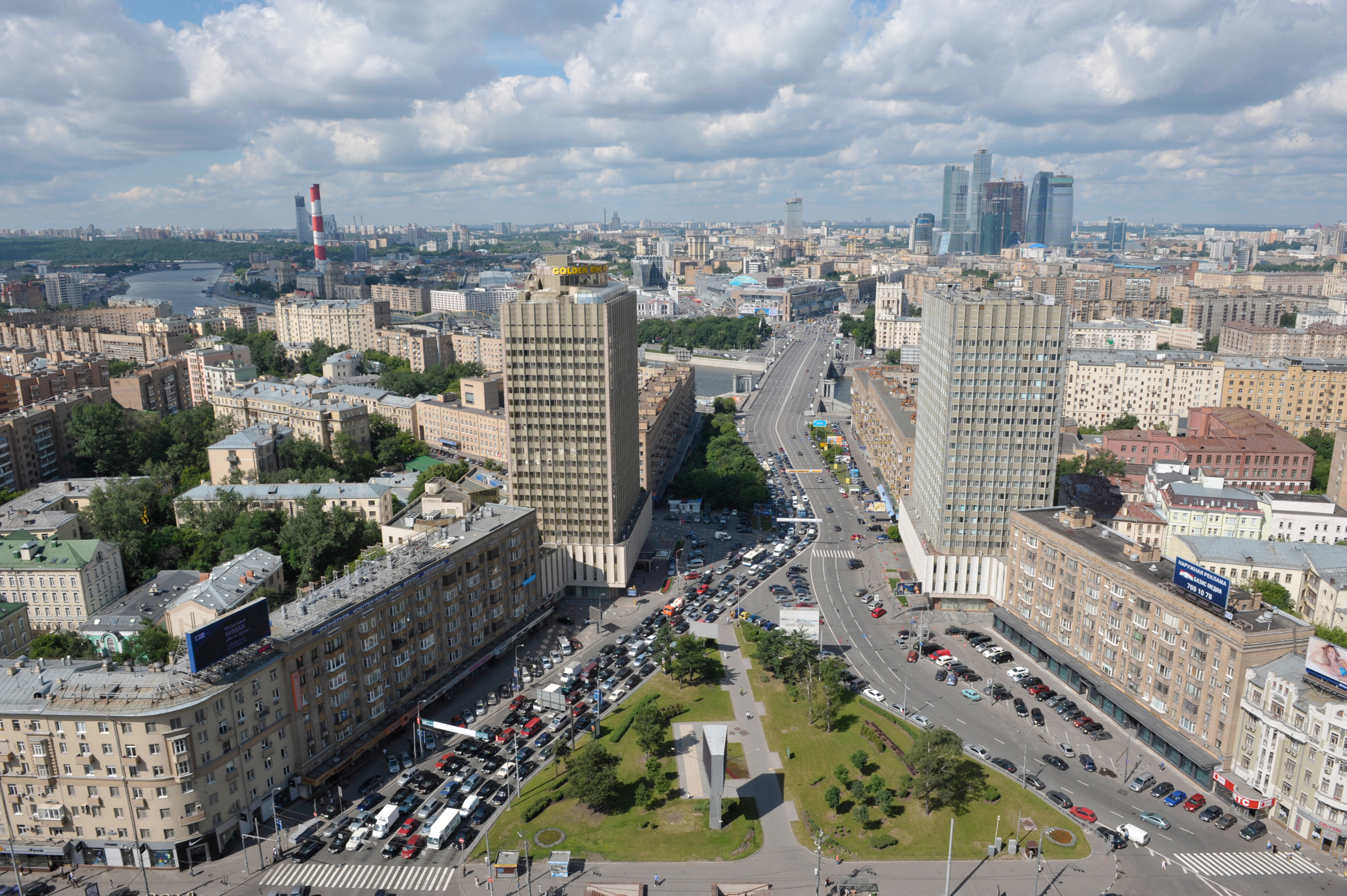
Smolenskaja, 2009
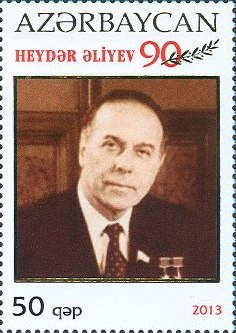
Hejdar Alijev
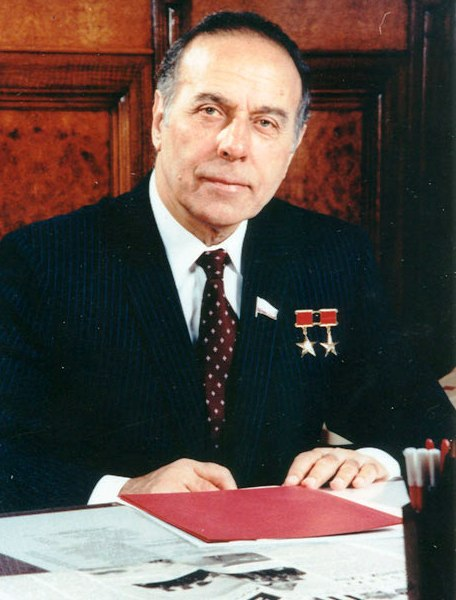
Hejdar Alijev